# فالنتينيان الثالث
فالنتينيان الثالث هو إمبراطور الروم الغربيين بين عامي 425 – 455. وهو ابن قسطنطيوس الثالث وبلاكيديا ابنة ثيودوسيوس الأول العظيم. وكان بعمر ست سنوات عندما نال لقب أغسطس، وخلال سنوات طفولته كانت مقاليد الأمور في يد أمه التي أهملت تعليمه عن عمد. وكانت من أحداث عهده انفصال أجزاء الإمبراطورية الغربية، واحتلال إفريقيا من قبل الوندال، وهجر بريطانيا نهائيا في عام 446، وفقد جزء عظيم من إسبانيا والغال التي أسس فيها البرابرة ممالكهم، وتخريب صقلية وسواحل المتوسط الغربية من قبل أسطول غايسيريك. والحدث المشرف أمام هذه الأحداث البائسة هو انتصار قوات أيتيوس على جحافل الهون بقيادة أتيلا عام 451 قرب شالون، وحملاته الناجحة ضد القوط الغربيين في جنوب الغال (426، 429، 436)، وضد الغزاة من الراين والدانوب. أصبح عبء الضرائب يتثاقل في حين تناقصت قوة الإمبراطورية، وكان ولاء المقاطعات الباقية يخبو على نحو خطير كنتيجة لهذا. وكانت رافينا هي موطن فالنتينيان الرئيسي، ولكنه هرب إلى روما عند اقتراب أتيلا الذي غزا شمال إيطاليا قبل مماته في عام 453. وفي عام 454 كان أيتيوس يرتب لزواج ابنه من ابنة الإمبراطور، ولكن فالنتيان غدر به وقتله. وفي السنة اللاحقة قتل الإمبراطور نفسه على يد تابعين برابرة لأيتيوس. لم تكن تنقص فالننتيان المقدرة لقيادة البلاد في زمن الأزمات، ولكنه فاقم أخطارها بسبب انغماسه باللذات وروحه الانتقامية.